# Ghiacciaio Radian
Il ghiacciaio Radian è un ghiacciaio lungo circa 15 km situato nella regione centro-occidentale della Dipendenza di Ross, nell'Antartide orientale. Il ghiacciaio, il cui punto più alto si trova a circa 1900 m s.l.m., si trova nell'entroterra della costa di Scott e ha origine da un circo glaciale situato a sud-est del monte Rücker, nel versante orientale della dorsale Royal Society, da dove fluisce verso est, scorrendo lungo il versante meridionale della cresta Rücker, fino unire il proprio flusso, a cui nel frattempo si è unito quello del ghiacciaio Pipecleaner, a quello del ghiacciaio Walcott.

## Storia
Il ghiacciaio Radian è stato così battezzato dai membri della spedizione di ricerca antartica svolta dalla Università Victoria di Wellington nel 1960-61, in virtù del fatto che, durante le misurazioni di questo ghiacciaio effettuate dai geologi, uno degli angoli di osservazione era risultato avere casualmente un'ampiezza di una radiante ("radian" in inglese) esatta.